# Сръбски въоръжени сили в Руско-турската война (1877 – 1878)
Сръбските въоръжени сили в Руско-турската война (1877-1878) подпомагат настъплението на руските войски през втората фаза на войната (след падането на Плевен).
В сръбската историография участието на Сърбия в Руско-турската война се възприема като Втора сръбско-турска война (Първата е през 1876 година).

## Организация и състав
Сръбските въоръжени сили са изградени върху основата на задължителната военна служба за мъжете от 20 до 50 години. Общият състав във военно време е до 90 000 – 100 000 офицери и войници. Състои се от:
- Постоянна армия. В мирно време носи гарнизонната служба, а във военно предоставя кадри за народната армия. Към 1876 г. съставът ѝ е до 9000 офицери и войници. Състои се от 2 пехотни батальона, 2 кавалерийски ескадрона и 12 батареи.
- Народна армия. В мирно време получава военна подготовка чрез учебни сборове. Състои се от 160 пехотни батальона, 33 кавалерийски ескадрона и 204 оръдия.

Бойни единици са:
- Пехотен батальон
- Пехотен полк
- Артилерийски полк
- Пехотна дивизия
- Армейски корпус

Върховен главнокомандващ е княз Милан Обренович. Военен министър е генерал Сава Груич, а началник на щаба на Върховното командване е полковник Коста Протич.По време на Сръбско-турската война (1876), Русия прави неуспешен опит чрез мисията на генерал-лейтенант Никитин да подпомогне реорганизацията на сръбските въоръжени сили. Поражението във войната ѝ се отразява отрицателно. С оглед предстоящата намеса на Сърбия в Руско-турската война (1877 –1878) с финансовата и кадрова подкрепа на Русия започва подготовката на въоръжените сили.

## Намеса във войната
В навечерието на обявяването на войната политическите настроения на сръбското общество са в подкрепа на участието на Сърбия. Срещата между император Александър II и княз Милан в Плоещ на 4 – 5/16 – 17 юни 1877 г. отлага влизането на Сърбия във войната за по-късна дата при подходяща международна обстановка. На Сърбия са предоставени 1 млн. златни рубли за военната подготовка. Пленяването на Западната османска армия при Плевен (28 ноември – 10 декември) ускорявя събитията. На 1/13 декември 1877 г. е подписана от княз Милан, прокламация за намеса на Сърбия във войната с цел извоюване на независимост, освобождение на намиращите се под османска власт сърби и подпомагане освобождението на българския народ.

## Военен план
Бъдещите действия на сръбските въоръжени сили във войната са развити в писмата на Главнокомандващия на Действуващата руска армия княз Николай Николаевич до княз Милан Обренович (18/30 ноември, 20 ноември/2 декември 1877 г.). Предвидено е сръбската армия да действува в оперативно подчинение на Действуващата руска армия. Задачите са:
- Подпомагане действията на Западния руски отряд с командир генерал-лейтенант Йосиф Гурко в Софийското направление Ниш - Пирот - София.
- Демонстриране срещу противниковите сили в Северозападна България.
- Отказ от действия в западна и югозападна посока, за да не бъдат засегнати интересите на Австро-Унгария.

Военните сили от 82 139 офицери и войници са групирани в пет армейски корпуса:
- Тимошки армейски корпус от 22 155 офицери и войници и 55 оръдия.
- Моравски армейски корпус от 18 455 офицери и войници.
- Шумадийски армейски корпус от 15 550 офицери и войници и 70 оръдия.
- Яворски армейски корпус от 13 110 офицери и войници.
- Дрински армейски корпус от 12 590 офицери и войници.

Тимошкият и Моравският корпуси са предназначени за действия по Софийското направление, останалите три срещу евентуално противниково настъпление от Босна. Османските сили, разпръснати на различни точки и лишени от единно командване, отстъпват на сръбската армия по подготовка, боеспособност, мотивация и брой.

## Участие във войната
Участието на сръбската армия протича според приетия план, основно в Новопазарския санджак. Яворския и Дринския корпуси заемат позиция за охрана на западната и югозападна граница. Тимошкият корпус провежда настъпление в три колони. Северната колона достига до град Адлие (днешен Кула). Средната колона се насочва към прохода Свети Никола. На 7/19 декември щурмува и изтласква вражеските сили от прохода и установява връзка с хусарската част на генерал-майор Александър Арнолди, изпратена от Берковица. Южната колона завзема връх Бабина глава и отбива противникова контраатака. След осигуряване на левия фланг силите на корпуса водят бой за Бела паланка, последван от бой за Пирот. Заемането на Пирот открива пътя на Тимошкия корпус за настъпление към София. Завзема Цариброд, Драгоман, Сливница и територията в района Трън - Брезник - Перник.
Нишкият корпус постепенно изолира и блокира противниковите сили в Ниш. На 29 декември / 10 януари градът е овладян. Настъпателните действия продължават с основна цел - осигуряване от запад на действията на Западния руски отряд с командир генерал-лейтенат Йосиф Гурко. Предприето е настъпление по долината на река Тополница и Морава. Моравския корпус освобождава Куршумлия. Шумадийския корпус овладява Гърделица, разгромява противниковите сили в района на връх Двата братя и превзема Враня (19/31 януари 1878 г.) и се насочва към Куманово и Прищина. Същия ден княз Милан е осведомен за подписването на Одринското примирие и прекратява действията. Сръбската армия заема позиции по демаркационната линия.

## Резултати
По силата на Санстефанския мирен договор и Берлинския договор на Сърбия е признат статут на независима държава. Получава териториално разширение, което обхваща Ниш, Лесковъц, Прокупле, Куршумлия и части от Новопазарска област. В резултат на войната Сърбия увеличава площта си с 10 300 км².